# Dalophia gigantea
Dalophia gigantea är en ödleart som beskrevs av  Mario Giacinto Peracca 1903. Dalophia gigantea ingår i släktet Dalophia och familjen Amphisbaenidae. Inga underarter finns listade i Catalogue of Life.